# 庫庫里基
51°21′9″N 24°16′18″E / 51.35250°N 24.27167°E
庫庫里基（烏克蘭語：Кукуріки），是烏克蘭的村落，位於該國西部沃倫州，由科韋利區負責管轄，面積1.59平方公里，海拔高度177米，2001年人口296，人口密度每平方公里185.81人。